# Mountains and Rivers without End
Mountains and Rivers without End is een compositie van de Amerikaanse componist Alan Hovhaness uit 1968.
Hovhaness haalde zijn inspiratie voor dit werk uit een Koreaans landschapsschilderij. Opnieuw vormen bergen en omstreken de basis voor de compositie waarin de componist ons meeneemt op een lange bergwandeling met vergezichten, rivieren, dorpen, kerken. De componist ziet de bergen als dé verbinding tussen Aarde en Hemel. De wandeling geeft zoveel ontspanning, dat de wandelaar op een gegeven moment zichzelf verliest in de natuur; hij/zij denkt nergens meer aan. De compositie trekt zich op vanuit de mist, als de trombone een inleidende solo heeft. De trombone komt gedurende dit werk vaker in beeld, waarbij de componist de voor dat instrument zo kenmerkende glissando veelvuldig toeschrijft. Ook hier weer vrije ritmepassages waarin de muziek lijkt te zweven. Het is geschreven als kamersymfonie, dus met kleine bezetting. De muziek is losjes gebaseerd op de muziek uit zijn opera The Leper King, die geen succes had. De eerste uitvoering vond plaats in München.

## Orkestratie
- 1 dwarsfluit, 1 hobo, 1 klarinet
- 1 trompetten, 1 trombones
- 1 stel pauken, 3 man/vrouw percussie, 1 harp;

## Discografie
Van het werk zijn in 2010 twee opnamen bekend:
- Alan Hovhaness beet het spits af in 1970 met het Royal Philharmonic Orchestra voor privéplatenlabel Poseidon; later verschenen op Crystal Records
- Richard Aulden Clark verzorgde met het Manhattan Chamber Orchestra in 1993 een opname voor Koch International (niet meer verkrijgbaar)